# Motobloc Type R

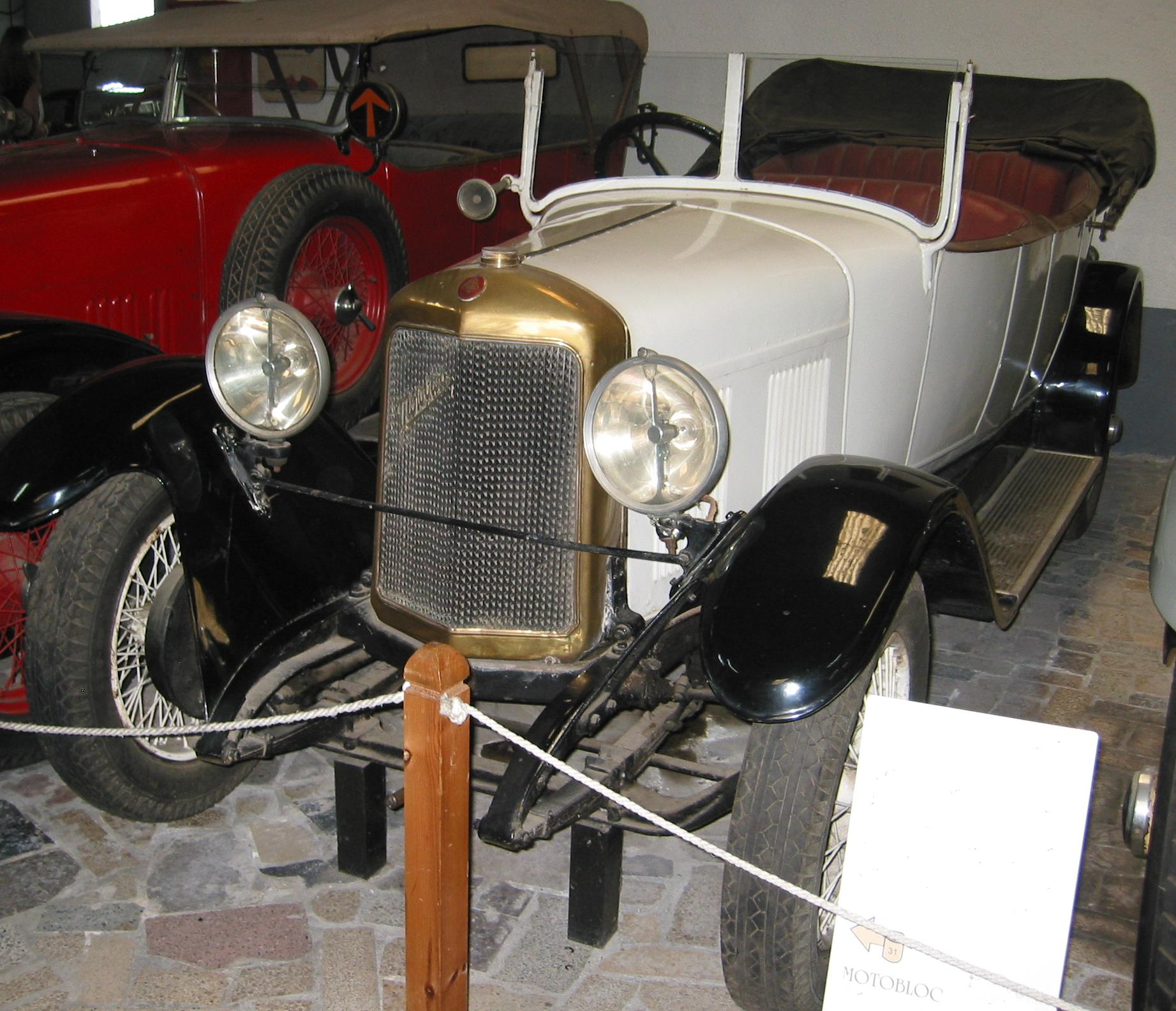
Motobloc Type R, 1925

Als Motobloc Type R bezeichnete der französische Hersteller Motobloc verschiedene Pkw-Modelle.
Zunächst gab es den Type R von 1908. Darauf folgten der Type R von 1912 bis 1914 und der Type R von 1922 bis 1928.